# Antarchaea xanthoptera
Antarchaea xanthoptera är en fjärilsart som beskrevs av George Francis Hampson 1894. Antarchaea xanthoptera ingår i släktet Antarchaea och familjen nattflyn. Inga underarter finns listade i Catalogue of Life.